# Colonia Valle de Guadalupe, Delstaten Mexiko
Colonia Valle de Guadalupe är en ort i Mexiko.   Den ligger i kommunen Tenancingo och delstaten Mexiko, i den sydöstra delen av landet, 70 km sydväst om huvudstaden Mexico City. Colonia Valle de Guadalupe ligger 2 041 meter över havet och antalet invånare är 336.
Terrängen runt Colonia Valle de Guadalupe är huvudsakligen kuperad, men den allra närmaste omgivningen är platt. Terrängen runt Colonia Valle de Guadalupe sluttar söderut. Runt Colonia Valle de Guadalupe är det tätbefolkat, med 550 invånare per kvadratkilometer. Närmaste större samhälle är Tenango de Arista, 17,3 km norr om Colonia Valle de Guadalupe. Omgivningarna runt Colonia Valle de Guadalupe är en mosaik av jordbruksmark och naturlig växtlighet.